# Столице код Крупња
Столице код Крупња, као део села Брштица, постале су познате у даљој историји као место по одржаном војно-политичком саветовању руководећих кадрова НОП Југославије дана 26. септембра 1941. године.

## Музеј Столице
Саветовање је одржано у згради рудника Зајаче, која је касније претворена у музеј. Изложба се у почетку састојала од реконструкције собе у којој је одржано саветовање Врховног штаба НОПОЈ, а од 1979. и поставком која указује на значај самог догађаја. Поред куће је 1954. постављена скулптура „Партизански курир”, рад вајара Стевана Боднарова. На месту старих рударских барака су 1981. године реконструисана четири павиљона од боровине, са намером да служе као изложбени простор и простор за предавања. Исте године испред куће је постављена „скулптура „Маршал Тито” вајара Антуна Аугустинчића, а архитекта Милун Стамболић је урадио улазне капије.
Током деведесетих година 20. века музејска поставка је растурена, а две скулптуре више пута бацане у провалију која се налази одмах испред спомен-куће. Током 2021. покренута је иницијатива да се реновира овај спомен комплекс.